# 2e étape du Tour d'Espagne 2020
Pour un article plus général, voir Tour d'Espagne 2020.
La 2e étape du Tour d'Espagne 2020 se déroule le mercredi 21 octobre 2020, de Pampelune à Lekunberri, sur une distance de 151,6 km.

## Résultats

### Classement de l'étape
| \| Classement de l'étape \| Classement de l'étape \| Classement de l'étape \| Classement de l'étape \| Classement de l'étape \| \| Coureur \| Coureur \| Pays \| Équipe \| Temps \| \| --------------------- \| --------------------- \| --------------------- \| ---------------------- \| --------------------- \| \| 1er \| Marc Soler \| Espagne \| Movistar Team \| 3 h 47 min 04 s \| \| 2e \| Primož Roglič \| Slovénie \| Jumbo-Visma \| + 19 s \| \| 3e \| Dan Martin \| Irlande \| Israel Start-Up Nation \| + 19 s \| \| 4e \| Richard Carapaz \| Équateur \| Ineos Grenadiers \| + 19 s \| \| 5e \| Alejandro Valverde \| Espagne \| Movistar Team \| + 19 s \| \| 6e \| Enric Mas \| Espagne \| Movistar Team \| + 19 s \| \| 7e \| Esteban Chaves \| Colombie \| Mitchelton-Scott \| + 19 s \| \| 8e \| Hugh Carthy \| Royaume-Uni \| EF Pro Cycling \| + 19 s \| \| 9e \| Sepp Kuss \| États-Unis \| Jumbo-Visma \| + 19 s \| \| 10e \| George Bennett \| Nouvelle-Zélande \| Jumbo-Visma \| + 19 s \| |                    |                  |                        |                 |
| |                    |                  |                        |                 |
| Source : ProCyclingStats |                    |                  |                        |                 |
| Classement de l'étape |                    |                  |                        |                 |
| Coureur | Coureur            | Pays             | Équipe                 | Temps           |
| 1er | Marc Soler         | Espagne          | Movistar Team          | 3 h 47 min 04 s |
| 2e | Primož Roglič      | Slovénie         | Jumbo-Visma            | + 19 s          |
| 3e | Dan Martin         | Irlande          | Israel Start-Up Nation | + 19 s          |
| 4e | Richard Carapaz    | Équateur         | Ineos Grenadiers       | + 19 s          |
| 5e | Alejandro Valverde | Espagne          | Movistar Team          | + 19 s          |
| 6e | Enric Mas          | Espagne          | Movistar Team          | + 19 s          |
| 7e | Esteban Chaves     | Colombie         | Mitchelton-Scott       | + 19 s          |
| 8e | Hugh Carthy        | Royaume-Uni      | EF Pro Cycling         | + 19 s          |
| 9e | Sepp Kuss          | États-Unis       | Jumbo-Visma            | + 19 s          |
| 10e | George Bennett     | Nouvelle-Zélande | Jumbo-Visma            | + 19 s          |

### Points attribués pour le classement par points
| Sprint intermédiaire Arbizu (km 118) | Sprint intermédiaire Arbizu (km 118) | Sprint intermédiaire Arbizu (km 118) | Sprint intermédiaire Arbizu (km 118) | Sprint intermédiaire Arbizu (km 118) |
| ------------------------------------ | ------------------------------------ | ------------------------------------ | ------------------------------------ | ------------------------------------ |
|                                      | Coureur                              | Pays                                 | Équipe                               | Point(s)                             |
| 1er                                  | Bruno Armirail                       | France                               | Groupama-FDJ                         | 4                                    |
| 2e                                   | Alex Aranburu                        | Espagne                              | Astana                               | 2                                    |
| 3e                                   | Jonathan Hivert                      | France                               | Total Direct Énergie                 | 1                                    |
| modifier                             |                                      |                                      |                                      |                                      |

| Arrivée d'étape Lekunberri (km 151.6) | Arrivée d'étape Lekunberri (km 151.6) | Arrivée d'étape Lekunberri (km 151.6) | Arrivée d'étape Lekunberri (km 151.6) | Arrivée d'étape Lekunberri (km 151.6) |
| ------------------------------------- | ------------------------------------- | ------------------------------------- | ------------------------------------- | ------------------------------------- |
|                                       | Coureur                               | Pays                                  | Équipe                                | Point(s)                              |
| 1er                                   | Marc Soler                            | Espagne                               | Movistar                              | 25                                    |
| 2e                                    | Primož Roglič                         | Slovénie                              | Jumbo-Visma                           | 20                                    |
| 3e                                    | Dan Martin                            | Irlande                               | Israel Start-Up Nation                | 16                                    |
| 4e                                    | Richard Carapaz                       | Équateur                              | Ineos Grenadiers                      | 14                                    |
| 5e                                    | Alejandro Valverde                    | Espagne                               | Movistar                              | 12                                    |
| 6e                                    | Enric Mas                             | Espagne                               | Movistar                              | 10                                    |
| 7e                                    | Esteban Chaves                        | Colombie                              | Mitchelton-Scott                      | 9                                     |
| 8e                                    | Hugh Carthy                           | Royaume-Uni                           | EF Pro Cycling                        | 8                                     |
| 9e                                    | Sepp Kuss                             | Nouvelle-Zélande                      | Jumbo-Visma                           | 7                                     |
| 10e                                   | George Bennett                        | Nouvelle-Zélande                      | Jumbo-Visma                           | 6                                     |
| 11e                                   | Andrea Bagioli                        | Italie                                | Deceuninck-Quick Step                 | 5                                     |
| 12e                                   | Gino Mäder                            | Suisse                                | NTT Pro Cycling                       | 4                                     |
| 13e                                   | Rui Costa                             | Portugal                              | UAE Emirates                          | 3                                     |
| 14e                                   | David de la Cruz                      | Espagne                               | UAE Emirates                          | 2                                     |
| 15e                                   | Mattia Cattaneo                       | Italie                                | Deceuninck-Quick Step                 | 1                                     |
| modifier                              |                                       |                                       |                                       |                                       |

### Points attribués pour le classement du meilleur grimpeur
| Alto de Guirguillano (km 29.2) 3e catégorie (8,2 km à 4,3%) | Alto de Guirguillano (km 29.2) 3e catégorie (8,2 km à 4,3%) | Alto de Guirguillano (km 29.2) 3e catégorie (8,2 km à 4,3%) | Alto de Guirguillano (km 29.2) 3e catégorie (8,2 km à 4,3%) | Alto de Guirguillano (km 29.2) 3e catégorie (8,2 km à 4,3%) |
| ----------------------------------------------------------- | ----------------------------------------------------------- | ----------------------------------------------------------- | ----------------------------------------------------------- | ----------------------------------------------------------- |
|                                                             | Coureur                                                     | Pays                                                        | Équipe                                                      | Point(s)                                                    |
| 1er                                                         | Tim Wellens                                                 | Belgique                                                    | Lotto-Soudal                                                | 3                                                           |
| 2e                                                          | Julius van den Berg                                         | Pays-Bas                                                    | EF Pro Cycling                                              | 2                                                           |
| 3e                                                          | Ion Izagirre                                                | Espagne                                                     | Astana                                                      | 1                                                           |
| modifier                                                    |                                                             |                                                             |                                                             |                                                             |

| Puerto de Urbasa (km 87.2) 3e catégorie (9,2 km à 4,7%) | Puerto de Urbasa (km 87.2) 3e catégorie (9,2 km à 4,7%) | Puerto de Urbasa (km 87.2) 3e catégorie (9,2 km à 4,7%) | Puerto de Urbasa (km 87.2) 3e catégorie (9,2 km à 4,7%) | Puerto de Urbasa (km 87.2) 3e catégorie (9,2 km à 4,7%) |
| ------------------------------------------------------- | ------------------------------------------------------- | ------------------------------------------------------- | ------------------------------------------------------- | ------------------------------------------------------- |
|                                                         | Coureur                                                 | Pays                                                    | Équipe                                                  | Point(s)                                                |
| 1er                                                     | Tim Wellens                                             | Belgique                                                | Lotto-Soudal                                            | 3                                                       |
| 2e                                                      | Bruno Armirail                                          | France                                                  | Groupama-FDJ                                            | 2                                                       |
| 3e                                                      | Gonzalo Serrano                                         | Espagne                                                 | Caja Rural-Seguros RGA                                  | 1                                                       |
| modifier                                                |                                                         |                                                         |                                                         |                                                         |

| \| Alto de San Miguel (km 134.7) 1re catégorie (9,4 km à 7,9%) \| Alto de San Miguel (km 134.7) 1re catégorie (9,4 km à 7,9%) \| Alto de San Miguel (km 134.7) 1re catégorie (9,4 km à 7,9%) \| Alto de San Miguel (km 134.7) 1re catégorie (9,4 km à 7,9%) \| Alto de San Miguel (km 134.7) 1re catégorie (9,4 km à 7,9%) \| \| ----------------------------------------------------------- \| ----------------------------------------------------------- \| ----------------------------------------------------------- \| ----------------------------------------------------------- \| ----------------------------------------------------------- \| \| \| Coureur \| Pays \| Équipe \| Point(s) \| \| 1er \| Richard Carapaz \| Équateur \| Ineos Grenadiers \| 10 \| \| 2e \| Alejandro Valverde \| Espagne \| Movistar \| 6 \| \| 3e \| Sepp Kuss \| États-Unis \| Jumbo-Visma \| 4 \| \| 4e \| Dan Martin \| Irlande \| Israel Start-Up Nation \| 2 \| \| 5e \| Primož Roglič \| Slovénie \| Jumbo-Visma \| 1 \| \| modifier \| \| \| \| \| |                    |            |                        |          |
| Alto de San Miguel (km 134.7) 1re catégorie (9,4 km à 7,9%) |                    |            |                        |          |
| | Coureur            | Pays       | Équipe                 | Point(s) |
| 1er | Richard Carapaz    | Équateur   | Ineos Grenadiers       | 10       |
| 2e | Alejandro Valverde | Espagne    | Movistar               | 6        |
| 3e | Sepp Kuss          | États-Unis | Jumbo-Visma            | 4        |
| 4e | Dan Martin         | Irlande    | Israel Start-Up Nation | 2        |
| 5e | Primož Roglič      | Slovénie   | Jumbo-Visma            | 1        |
| modifier |                    |            |                        |          |

### Bonifications
|   | Coureur         | Pays    | Équipe               | Secondes |
| - | --------------- | ------- | -------------------- | -------- |
| 1 | Bruno Armirail  | France  | Groupama-FDJ         | 3 s      |
| 2 | Alex Aranburu   | Espagne | Astana               | 2 s      |
| 3 | Jonathan Hivert | France  | Total Direct Énergie | 1 s      |

|   | Coureur       | Pays     | Équipe                 | Secondes |
| - | ------------- | -------- | ---------------------- | -------- |
| 1 | Marc Soler    | Espagne  | Movistar               | 10 s     |
| 2 | Primož Roglič | Slovénie | Jumbo-Visma            | 6 s      |
| 3 | Dan Martin    | Irlande  | Israel Start-Up Nation | 4 s      |

## Classements à l'issue de l'étape

### Classement général
| \| Classement général \| Classement général \| Classement général \| Classement général \| Classement général \| \| Coureur \| Coureur \| Pays \| Équipe \| Temps \| \| ------------------ \| ------------------- \| ------------------ \| ---------------------- \| ------------------ \| \| 1er \| Primož Roglič \| Slovénie \| Jumbo-Visma \| 8 h 09 min 41 s \| \| 2e \| Dan Martin \| Irlande \| Israel Start-Up Nation \| + 9 s \| \| 3e \| Richard Carapaz \| Équateur \| Ineos Grenadiers \| + 11 s \| \| 4e \| Esteban Chaves \| Colombie \| Mitchelton-Scott \| + 17 s \| \| 5e \| Enric Mas \| Espagne \| Movistar Team \| + 17 s \| \| 6e \| Hugh Carthy \| Royaume-Uni \| EF Pro Cycling \| + 20 s \| \| 7e \| Sepp Kuss \| États-Unis \| Jumbo-Visma \| + 26 s \| \| 8e \| George Bennett \| Nouvelle-Zélande \| Jumbo-Visma \| + 56 s \| \| 9e \| Felix Großschartner \| Autriche \| Bora-Hansgrohe \| + 59 s \| \| 10e \| Marc Soler \| Espagne \| Movistar Team \| + 1 min 04 s \| |                     |                  |                        |                 |
| |                     |                  |                        |                 |
| Source : ProCyclingStats |                     |                  |                        |                 |
| Classement général |                     |                  |                        |                 |
| Coureur | Coureur             | Pays             | Équipe                 | Temps           |
| 1er | Primož Roglič       | Slovénie         | Jumbo-Visma            | 8 h 09 min 41 s |
| 2e | Dan Martin          | Irlande          | Israel Start-Up Nation | + 9 s           |
| 3e | Richard Carapaz     | Équateur         | Ineos Grenadiers       | + 11 s          |
| 4e | Esteban Chaves      | Colombie         | Mitchelton-Scott       | + 17 s          |
| 5e | Enric Mas           | Espagne          | Movistar Team          | + 17 s          |
| 6e | Hugh Carthy         | Royaume-Uni      | EF Pro Cycling         | + 20 s          |
| 7e | Sepp Kuss           | États-Unis       | Jumbo-Visma            | + 26 s          |
| 8e | George Bennett      | Nouvelle-Zélande | Jumbo-Visma            | + 56 s          |
| 9e | Felix Großschartner | Autriche         | Bora-Hansgrohe         | + 59 s          |
| 10e | Marc Soler          | Espagne          | Movistar Team          | + 1 min 04 s    |

| Classement par points | Classement par points | Classement par points | Classement par points  | Classement par points |
| Coureur               | Coureur               | Pays                  | Équipe                 | Points                |
| --------------------- | --------------------- | --------------------- | ---------------------- | --------------------- |
| 1er                   | Primož Roglič         | Slovénie              | Jumbo-Visma            | 45 pts                |
| 2e                    | Richard Carapaz       | Équateur              | Ineos Grenadiers       | 34 pts                |
| 3e                    | Dan Martin            | Irlande               | Israel Start-Up Nation | 32 pts                |
| 4e                    | Marc Soler            | Espagne               | Movistar Team          | 25 pts                |
| 5e                    | Esteban Chaves        | Colombie              | Mitchelton-Scott       | 23 pts                |
| 6e                    | Enric Mas             | Espagne               | Movistar Team          | 20 pts                |
| 7e                    | Hugh Carthy           | Royaume-Uni           | EF Pro Cycling         | 17 pts                |
| 8e                    | Alejandro Valverde    | Espagne               | Movistar Team          | 17 pts                |
| 9e                    | Sepp Kuss             | États-Unis            | Jumbo-Visma            | 15 pts                |
| 10e                   | George Bennett        | Nouvelle-Zélande      | Jumbo-Visma            | 13 pts                |

| Classement par points | Classement par points | Classement par points | Classement par points  | Classement par points |
| Coureur               | Coureur               | Pays                  | Équipe                 | Points                |
| --------------------- | --------------------- | --------------------- | ---------------------- | --------------------- |
| 1er                   | Primož Roglič         | Slovénie              | Jumbo-Visma            | 45 pts                |
| 2e                    | Richard Carapaz       | Équateur              | Ineos Grenadiers       | 34 pts                |
| 3e                    | Dan Martin            | Irlande               | Israel Start-Up Nation | 32 pts                |
| 4e                    | Marc Soler            | Espagne               | Movistar Team          | 25 pts                |
| 5e                    | Esteban Chaves        | Colombie              | Mitchelton-Scott       | 23 pts                |
| 6e                    | Enric Mas             | Espagne               | Movistar Team          | 20 pts                |
| 7e                    | Hugh Carthy           | Royaume-Uni           | EF Pro Cycling         | 17 pts                |
| 8e                    | Alejandro Valverde    | Espagne               | Movistar Team          | 17 pts                |
| 9e                    | Sepp Kuss             | États-Unis            | Jumbo-Visma            | 15 pts                |
| 10e                   | George Bennett        | Nouvelle-Zélande      | Jumbo-Visma            | 13 pts                |

| Classement de la montagne | Classement de la montagne | Classement de la montagne | Classement de la montagne | Classement de la montagne |
| Coureur                   | Coureur                   | Pays                      | Équipe                    | Points                    |
| ------------------------- | ------------------------- | ------------------------- | ------------------------- | ------------------------- |
| 1er                       | Richard Carapaz           | Équateur                  | Ineos Grenadiers          | 14 pts                    |
| 2e                        | Sepp Kuss                 | États-Unis                | Jumbo-Visma               | 14 pts                    |
| 3e                        | Tim Wellens               | Belgique                  | Lotto-Soudal              | 6 pts                     |
| 4e                        | Quentin Jauregui          | France                    | AG2R La Mondiale          | 6 pts                     |
| 5e                        | Dan Martin                | Irlande                   | Israel Start-Up Nation    | 6 pts                     |
| 6e                        | Enric Mas                 | Espagne                   | Movistar Team             | 6 pts                     |
| 7e                        | Alejandro Valverde        | Espagne                   | Movistar Team             | 6 pts                     |
| 8e                        | Jetse Bol                 | Pays-Bas                  | Burgos-BH                 | 4 pts                     |
| 9e                        | Matteo Badilatti          | Suisse                    | Israel Start-Up Nation    | 3 pts                     |
| 10e                       | Bruno Armirail            | France                    | Groupama-FDJ              | 2 pts                     |

| Classement de la montagne | Classement de la montagne | Classement de la montagne | Classement de la montagne | Classement de la montagne |
| Coureur                   | Coureur                   | Pays                      | Équipe                    | Points                    |
| ------------------------- | ------------------------- | ------------------------- | ------------------------- | ------------------------- |
| 1er                       | Richard Carapaz           | Équateur                  | Ineos Grenadiers          | 14 pts                    |
| 2e                        | Sepp Kuss                 | États-Unis                | Jumbo-Visma               | 14 pts                    |
| 3e                        | Tim Wellens               | Belgique                  | Lotto-Soudal              | 6 pts                     |
| 4e                        | Quentin Jauregui          | France                    | AG2R La Mondiale          | 6 pts                     |
| 5e                        | Dan Martin                | Irlande                   | Israel Start-Up Nation    | 6 pts                     |
| 6e                        | Enric Mas                 | Espagne                   | Movistar Team             | 6 pts                     |
| 7e                        | Alejandro Valverde        | Espagne                   | Movistar Team             | 6 pts                     |
| 8e                        | Jetse Bol                 | Pays-Bas                  | Burgos-BH                 | 4 pts                     |
| 9e                        | Matteo Badilatti          | Suisse                    | Israel Start-Up Nation    | 3 pts                     |
| 10e                       | Bruno Armirail            | France                    | Groupama-FDJ              | 2 pts                     |

| Classement du meilleur jeune | Classement du meilleur jeune | Classement du meilleur jeune | Classement du meilleur jeune | Classement du meilleur jeune |
| Coureur                      | Coureur                      | Pays                         | Équipe                       | Temps                        |
| ---------------------------- | ---------------------------- | ---------------------------- | ---------------------------- | ---------------------------- |
| 1er                          | Enric Mas                    | Espagne                      | Movistar Team                | 8 h 09 min 58 s              |
| 2e                           | Andrea Bagioli               | Italie                       | Deceuninck-Quick Step        | + 1 min 29 s                 |
| 3e                           | Gino Mäder                   | Suisse                       | NTT Pro Cycling              | + 2 min 13 s                 |
| 4e                           | David Gaudu                  | France                       | Groupama-FDJ                 | + 3 min 03 s                 |
| 5e                           | Aleksandr Vlasov             | Russie                       | Astana                       | + 5 min 12 s                 |
| 6e                           | Iván Sosa                    | Colombie                     | Ineos Grenadiers             | + 7 min 27 s                 |
| 7e                           | Kobe Goossens                | Belgique                     | Lotto-Soudal                 | + 9 min 43 s                 |
| 8e                           | Georg Zimmermann             | Allemagne                    | CCC Team                     | + 10 min 22 s                |
| 9e                           | William Barta                | États-Unis                   | CCC Team                     | + 12 min 06 s                |
| 10e                          | Niklas Eg                    | Danemark                     | Trek-Segafredo               | + 16 min 44 s                |

| Classement du meilleur jeune | Classement du meilleur jeune | Classement du meilleur jeune | Classement du meilleur jeune | Classement du meilleur jeune |
| Coureur                      | Coureur                      | Pays                         | Équipe                       | Temps                        |
| ---------------------------- | ---------------------------- | ---------------------------- | ---------------------------- | ---------------------------- |
| 1er                          | Enric Mas                    | Espagne                      | Movistar Team                | 8 h 09 min 58 s              |
| 2e                           | Andrea Bagioli               | Italie                       | Deceuninck-Quick Step        | + 1 min 29 s                 |
| 3e                           | Gino Mäder                   | Suisse                       | NTT Pro Cycling              | + 2 min 13 s                 |
| 4e                           | David Gaudu                  | France                       | Groupama-FDJ                 | + 3 min 03 s                 |
| 5e                           | Aleksandr Vlasov             | Russie                       | Astana                       | + 5 min 12 s                 |
| 6e                           | Iván Sosa                    | Colombie                     | Ineos Grenadiers             | + 7 min 27 s                 |
| 7e                           | Kobe Goossens                | Belgique                     | Lotto-Soudal                 | + 9 min 43 s                 |
| 8e                           | Georg Zimmermann             | Allemagne                    | CCC Team                     | + 10 min 22 s                |
| 9e                           | William Barta                | États-Unis                   | CCC Team                     | + 12 min 06 s                |
| 10e                          | Niklas Eg                    | Danemark                     | Trek-Segafredo               | + 16 min 44 s                |

| Classement par équipes | Classement par équipes | Classement par équipes | Classement par équipes |
| Équipe                 | Équipe                 | Pays                   | Temps                  |
| ---------------------- | ---------------------- | ---------------------- | ---------------------- |
| 1re                    | Jumbo-Visma            | Pays-Bas               | 24 h 30 min 41 s       |
| 2e                     | Movistar Team          | Espagne                | + 1 min 00 s           |
| 3e                     | UAE Team Emirates      | Émirats arabes unis    | + 4 min 36 s           |
| 4e                     | Astana                 | Kazakhstan             | + 11 min 09 s          |
| 5e                     | Mitchelton-Scott       | Australie              | + 18 min 41 s          |
| 6e                     | Ineos Grenadiers       | Royaume-Uni            | + 27 min 24 s          |
| 7e                     | Deceuninck-Quick Step  | Belgique               | + 29 min 19 s          |
| 8e                     | Trek-Segafredo         | États-Unis             | + 30 min 31 s          |
| 9e                     | Cofidis                | France                 | + 37 min 45 s          |
| 10e                    | Groupama-FDJ           | France                 | + 38 min 16 s          |

| Classement par équipes | Classement par équipes | Classement par équipes | Classement par équipes |
| Équipe                 | Équipe                 | Pays                   | Temps                  |
| ---------------------- | ---------------------- | ---------------------- | ---------------------- |
| 1re                    | Jumbo-Visma            | Pays-Bas               | 24 h 30 min 41 s       |
| 2e                     | Movistar Team          | Espagne                | + 1 min 00 s           |
| 3e                     | UAE Team Emirates      | Émirats arabes unis    | + 4 min 36 s           |
| 4e                     | Astana                 | Kazakhstan             | + 11 min 09 s          |
| 5e                     | Mitchelton-Scott       | Australie              | + 18 min 41 s          |
| 6e                     | Ineos Grenadiers       | Royaume-Uni            | + 27 min 24 s          |
| 7e                     | Deceuninck-Quick Step  | Belgique               | + 29 min 19 s          |
| 8e                     | Trek-Segafredo         | États-Unis             | + 30 min 31 s          |
| 9e                     | Cofidis                | France                 | + 37 min 45 s          |
| 10e                    | Groupama-FDJ           | France                 | + 38 min 16 s          |

## Prix de la Combativité
- Gonzalo Serrano (Caja Rural-Seguros RGA)

## Abandons
- Brandon Rivera (Ineos Grenadiers) : abandon
- Axel Domont (AG2R La Mondiale) : abandon